# Betametasona
Betametasona, também referido pelos nomes comerciais Koide, Celestamine e Quadriderm,  é um fármaco corticosteroide utilizado pela medicina como anti-inflamatório, imunossupressor, antialérgico e otológico.

## Administração
Pode ser vendido como creme, pomada ou em xarope. Pode ser associado a um anti-histamínico para potencializar o efeito antialérgico.

## Indicações
Está indicado para o alívio de inflamação, desconforto e coceira causados por:
- Dermatite atópica,
- Angioedema,
- Urticária,
- Rinite alérgica,
- Dermatite seborreica,
- Neurodermatite,
- Asma alérgica,
- Conjuntivite ou iridociclite alérgica,
- Reações alérgicas a picadas de insetos.

## Propriedades
O medicamento possui flúor em sua molécula. Une-se a receptores de citoplasmáticos. A partir destas uniões, o complexo resultante liga-se ao DNA, estimulando a transcrição do mRNA, assim obtendo proteínas (enzimas) específicas que promovem efeito supressor.

## Reações adversas
É proporcional ao tempo de tratamento, frequência e dose. Podem ocorrer úlcera péptica, acne, pancreatite, problemas cutâneos, arritmias, debilidade muscular, alterações no ciclo menstrual, náuseas, vômito, estrias vermelhas, hematomas, feridas, visão turva, sede, ardor, dormência, alucinações, depressão, urticária e falta de ar.

## Precauções
Aplicações de vacinas com vírus vivos devem ser evitadas, pois a betametasona potencializa a replicação destes. O uso desta substância deve ser usado com cautela em atletas por caracterizar-se como doping (S9 - glicocorticoides) dependendo da sua forma de uso, de acordo com o Código Mundial Antidopagem.

## Interações
Utilizar junto com paracetamol causa geração de um metabólito tóxico para o fígado. Anti-inflamatórios não esteroides, como aspirina, aumentam risco de úlcera  e hemorragia no sistema gastrointestinal. Andrógenos e esteroides podem aumentar o risco de edema. A betametasona diminui os efeitos de coagulantes derivados da cumarina, heparina, estreptoquinase ou uroquinase. Os antidepressivos tricíclicos elevam as confusões mentais que corticoides induzem. Anticoncepcionais de via oral e estrogênios elevam a meia-vida dos corticoides, proporcionando efeitos mais prolongados. Glicosídeos digitálicos podem causar arritmias. Uso com outros imunossupressores pode elevar o risco de infecção. A mexiletina tem seu metabolismo acelerado.

## Contraindicações
Não usar em caso de:
- Infecção ativa (micose, bacteriose, virose),
- Hipersensibilidade a corticoesteroides,
- Menores de 2 anos